# Dryopteris caroli-hopei
Dryopteris caroli-hopei är en träjonväxtart som beskrevs av Fraser-jenk. Dryopteris caroli-hopei ingår i släktet Dryopteris och familjen Dryopteridaceae. Inga underarter finns listade.